# Francisco da Costa Gomes
Francisco da Costa Gomes, (phát âm tiếng Bồ Đào Nha: [fɾɐ̃ˈsiʃku dɐ ˈkɔʃtɐ ˈɡomɨʃ]; 30 tháng 6 năm 1914 tại Chaves – 31 tháng 7 năm 2001 tại Lisbon, Lapa) là sĩ quan và chính trị gia người Bồ Đào Nha, Tổng thống thứ 15 của Bồ Đào Nha (Tổng thống thứ 2 sau Cách mạng Hoa Cẩm chướng).